# Mignanego
Mignanego är en kommun i  storstadsregionen Genua, innan 2015 provinsen Genova, i regionen Ligurien i Italien. Kommunen hade 3 580 invånare (2018).